# Kazimiera Milanowska
Kazimiera Milanowska (ur. 28 lutego 1926 w Hoszczy, zm. 24 stycznia 2018) – polska lekarka i doktor habilitowana.

## Życiorys
Od 1953 pełniła funkcję specjalisty w zakresie medycznej rehabilitacji. Posiadała również habilitację, a także 30 marca 1984 uzyskała stopień profesora nadzwyczajnego. W 1988 została przewodniczącą komitetu Rehabilitacji i adaptacji społecznej Polskiej Akademii Nauk. Była założycielką klubu Lion’s Club Poznań Patria. Zmarła 24 stycznia 2018 i została pochowana na cmentarzu przy ulicy Nowina w Poznaniu. (kwatera P-rząd 77-grób 38).

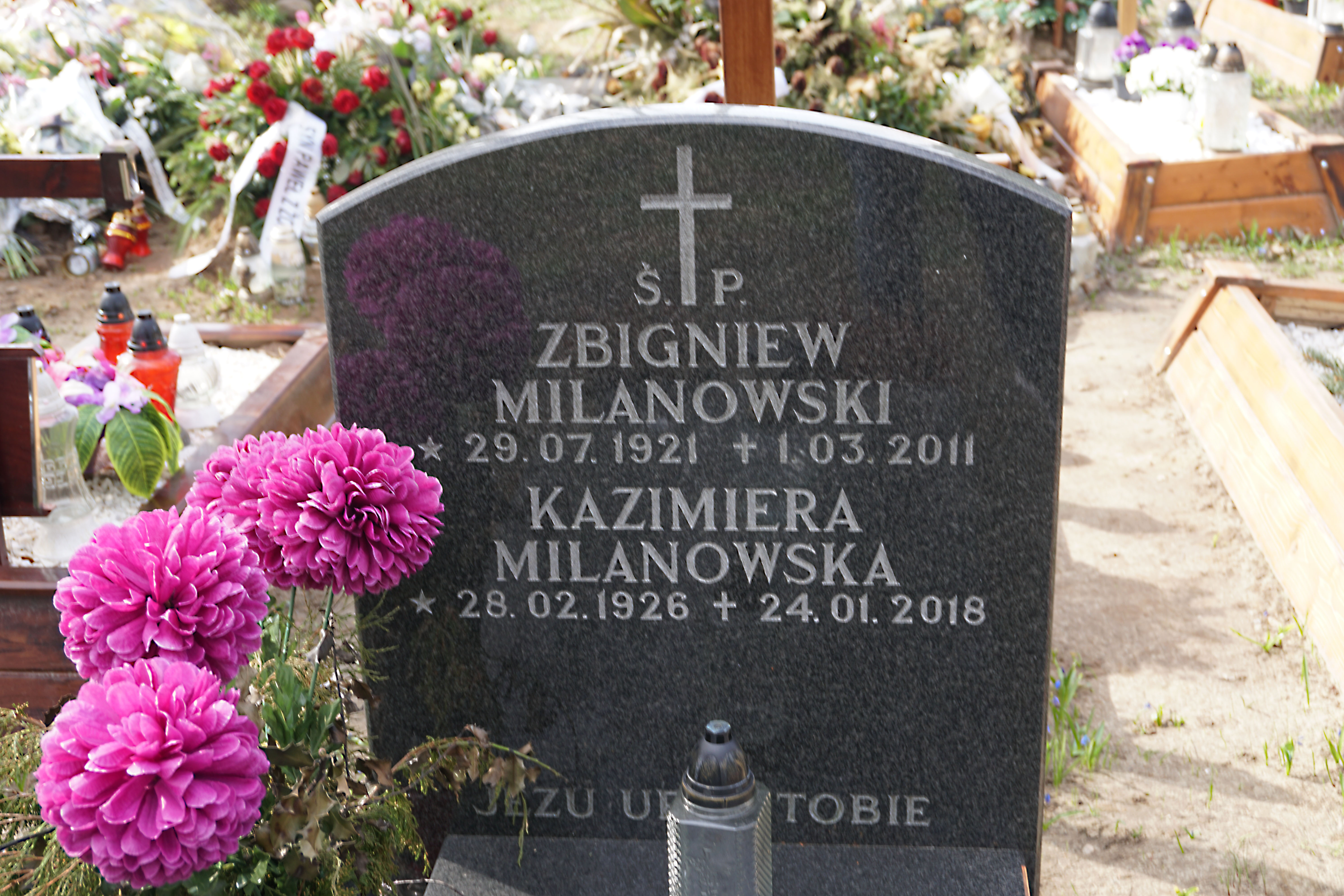
Grób prof. Kazimiery Milanowskiej na cmentarzu Jeżyckim w Poznaniu